# Albert Crolard
Albert Crolard, né le 30 avril 1861 à Voiron (Isère) et décédé le 2 décembre 1935 à Veyrier-du-Lac (Haute-Savoie), est un entrepreneur et homme politique français.

## Biographie
Albert Joseph Eugène Crolard est le fils de Eugène Crolard (1827-1905), Administrateur Directeur Général des Papeteries Aussedat, et de Lazarine Telmont (1837-1914). Il a une sœur et un frère.
Il épouse Marguerite Aussedat en 1889,. Ils auront sept enfants.
Il est élève à l'École centrale des arts et manufactures (promo 1884).
Il entre dans l'entreprise de papeterie annécienne Aussedat, et à la mort de Jean-Marie II Aussedat en, 1903, il devient l'Administrateur Directeur Général, succédant à son père, en 1904 jusqu'à son accession à la députation six ans plus tard. Il intègre ensuite le Conseil d'Administration, dont il sera aussi président.
Il est élu Conseiller général du département pour le canton d'Annecy-Sud, face à son cousin Eugène Aussedat.
Il est président du syndicat des fabricants de papier de France. Il est aussi président du syndicat d'initiative de la Haute-Savoie et membre du conseil supérieur du Tourisme.
Il est député de la Haute-Savoie de 1910 à 1924, inscrit au groupe des Républicains progressistes, puis de l'Entente républicaine démocratique. Il s'intéresse plus particulièrement aux douanes et aux travaux publics. Son entrée en politique marque son départ de la Papeterie Aussedat.
Il est vice-président de l'Académie florimontane.

### Sources
- « Albert Crolard », dans le Dictionnaire des parlementaires français (1889-1940), sous la direction de Jean Jolly, PUF, 1960 [détail de l’édition]